# Smetnaki
Smetnaki so slovenska glasbena skupina iz Kranja, v sestavi Amadei Šaršanski (bas kitara), Anže Podobnik (bobni), Žan Škrjanec (pozavna) Anže Balantič (trobenta), Gal Grobovšek (tenor saksofon in vokal) ter Rok Valjavec (električna kitara). Člani, ki prihajajo iz Kranja in okolice Tržiča. Igrajo glasbo, ki je nastala pod vplivom skaja, punka in funka. 
Delujejo od januarja 2017, sama ideja za nastanek benda pa sega v junij 2016. leta 2020 so zamenjali zasedbo, odšli so Šenk, Štucin, Kokalj in Klančar, na novo pa so se jim pridružili basist Amadei Šaršanski, kitarist Rok Valjavec in bobnar Anže Podobnik. Leta 2022 so zmagali na Škisolovu in Šourocku, istega leta so izdali tudi prva singla, Vrvohodca ter Vožno, naslednje leto pa so izdali tudi EP z naslovom Funkyskapunk inc.